# Connors Point
Connors Point är en udde i Antarktis. Den ligger i Östantarktis. Australien gör anspråk på området.
Terrängen inåt land är platt åt sydväst, men österut är den kuperad. Havet är nära Connors Point åt nordväst. Trakten är glest befolkad. Närmaste befolkade plats är Casey Station, 2,8 kilometer nordost om Connors Point. 